# Staunton Harold Hall
Staunton Harold Hall est une grande maison de campagne classée Grade I du XVIIIe siècle construite par les comtes Ferrers, située dans les 2000 acres de Staunton Harold Park à Staunton Harold, Leicestershire, Angleterre, qui comprend la chapelle Holy Trinity du XVIIe siècle classée Grade I (église Staunton Harold).

## Histoire

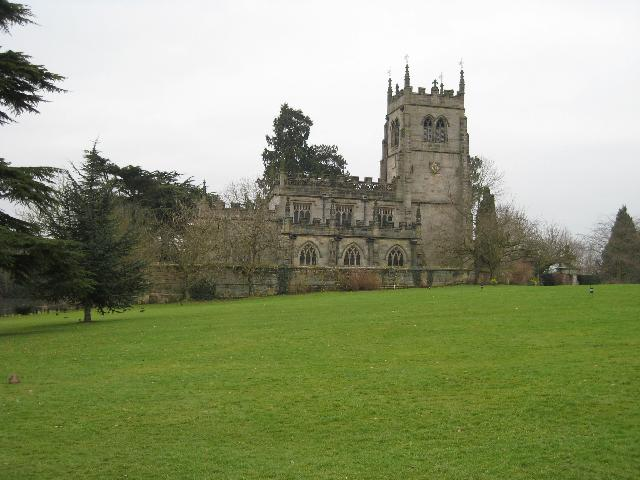
Chapelle de la Sainte Trinité

La famille Shirley vit à Staunton Harold depuis de nombreuses générations. Robert Shirley construit l'église dans le terrain du manoir en 1653 à l'époque du Commonwealth.
La maison actuelle est à l'origine un bâtiment jacobéen construit pour Robert Shirley (1er comte Ferrers) en tant que siège familial pour la famille Shirley nouvellement anoblie et le reste jusqu'au XXe siècle. Le quatrième comte, Laurence Shirley (4e comte Ferrers) (en), est jugé, condamné et pendu pour avoir tué son intendant. La maison est reconstruite dans sa forme actuelle en 1763 pour Washington Shirley, 5e comte Ferrers. Il s'agit d'une maison géorgienne en briques à deux étages avec des pansements en pierre en forme de carré entourant un quadrilatère. Sewallis Shirley, 10e comte Ferrers hérite du manoir en 1859 et vend la plupart des terres. Robert Shirley, 12e comte Ferrers, fait don de l'église au National Trust et met le domaine aux enchères. En 1955, il est acquis par Leonard Cheshire pour être utilisé comme Cheshire Home et vendu en 1980 pour être utilisé comme Sue Ryder Care home. Le manoir est redevenu une maison familiale en 2003.